# Образование
Образова́ние — система воспитания и обучения личности, а также совокупность приобретаемых знаний, умений, навыков, ценностных установок, функций, опыта деятельности и компетенций.
В широком смысле слова, образование — процесс или продукт формирования ума, характера и физических способностей личности. Поскольку у человека опыт одной особи не исчезает после её смерти, а накапливается в обществе благодаря развитому уму людей и их способности к коммуникации, накопление опыта позволило образоваться такому явлению как культура. Культура — это опыт не одной особи, а опыт общества в целом. Образование это и есть процесс передачи этих знаний, накопленных в культуре, новым поколениям. Образование целенаправленно осуществляется обществом через учебные заведения: детские сады, школы, колледжи, университеты и другие заведения, что, однако, не исключает возможность и самообразования, особенно в связи с широкой доступностью интернета.
В обыденном понимании образование, кроме всего прочего, подразумевает и, в основном, ограничено обучением и воспитанием учеников учителем. Оно может состоять в обучении чтению, письму, математике, истории и другим наукам. Преподаватели по узким специальностям, например таким, как астрофизика, право, география или зоология, могут обучать только данным предметам. Специализация образования увеличивается по мере взросления обучающихся. Существует также преподавание профессиональных навыков, например, вождения. Кроме образования в специальных учреждениях существует также самообразование, например, с помощью Интернета, чтение, посещение музеев или личный опыт. Уровень общего и специального образования обуславливается требованиями производства, состоянием науки, техники и культуры, а также общественными отношениями.
Ещё Пифагор отмечал, что «образование можно и разделить с другим человеком и, дав его другому, самому не утратить его». «Вообще именно образованием отличаются люди от животных, эллины — от варваров, свободнорождённые — от рабов, философы — от простых людей», — считал он.
Русское слово «образование» заключает в себе напоминание об «образе» — греч. μόρφωσις (или пайдейя), которое означает приведение чего-то к определённой форме, μορφή (лат. аналог — forma).

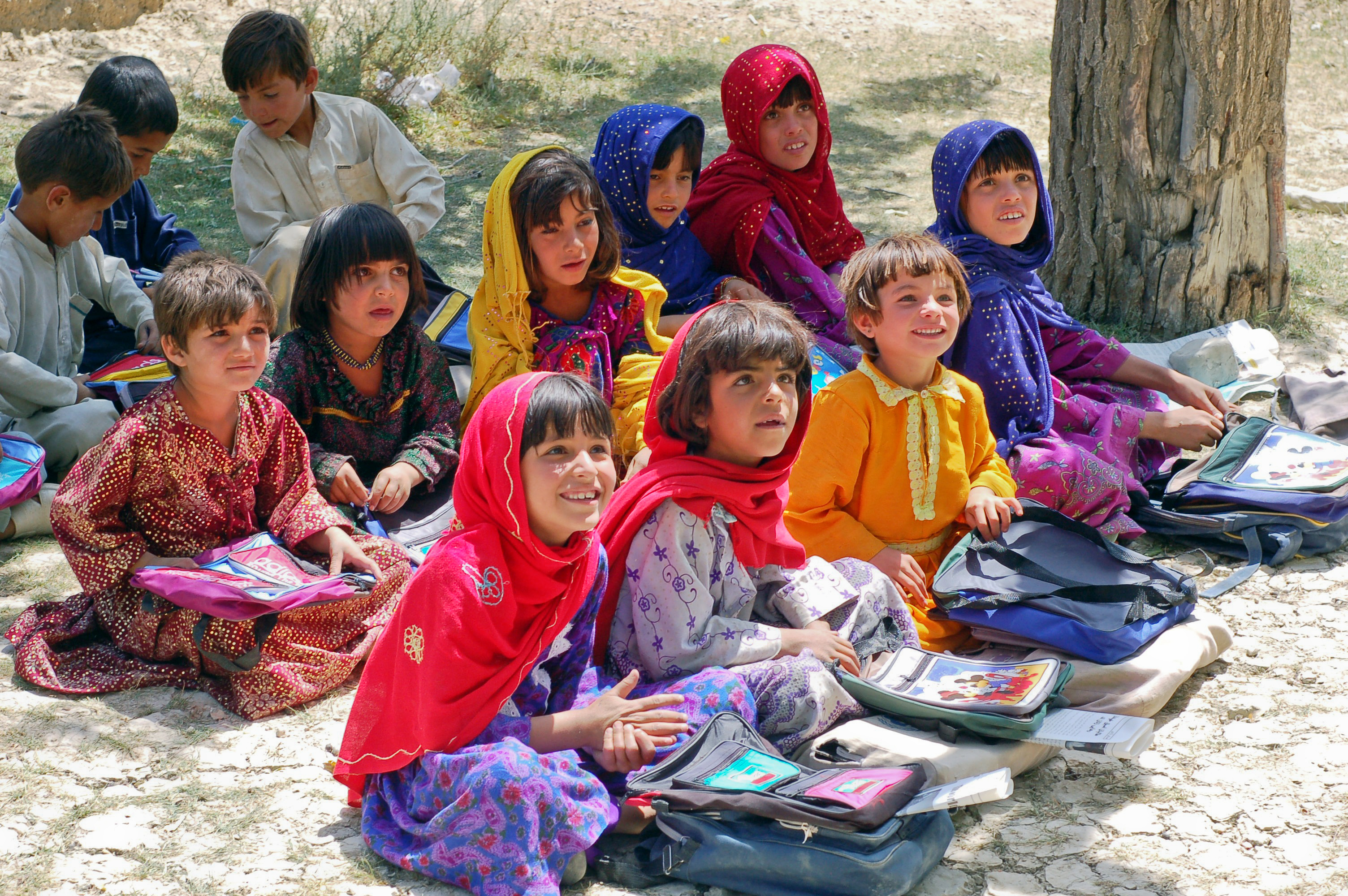
Школьники в деревне Бамозай афганской провинции Пактия (2007 год). В этой деревне нет школьного здания, занятия проходят на открытом воздухе.

Право на образование в настоящее время подтверждено национальными и международными правовыми актами, например, Европейской конвенцией о защите прав человека и основных свобод и Международным пактом об экономических, социальных и культурных правах, принятым ООН в 1966 году.
Осознание возможностей использования обязательного образования как средства обезличивания человека вызвало в демократическом обществе развитие движения за негосударственное и даже семейное образование, за бо́льшую долю курсов по ответственному выбору учащегося (при участии родителей и педагогов) в программе средних общеобразовательных школ (то есть после окончания начальной школы), поддержку самообразования, непрерывного образования в течение всей деятельной жизни человека (по мере возникновения образовательной потребности), внешкольного, дистанционного и дополнительного образования и т. п.

## Подходы к образованию
Уже в античности сложились два основных подхода к обучению: культуросообразность и природосообразность.
Одним из классических изложений этих подходов является статья знаменитого немецкого педагога А. Дистервега (1790—1866) «О природосообразности и культуросообразности в обучении».

### Культуросообразный подход
Сторонники культуросообразности придерживаются мнения, что итоги обучения зависят исключительно от старательности (прилежности) обучающегося и от той культурной среды, в которую он «погружён» (от наличия достаточного числа школьных зданий, преподавателей, столовых, библиотек с книгами, ныне — компьютеров в классах и дома и т. п.). Существенным разнообразием природных способностей обучаемых, по сути, пренебрегают. Многие представители данного подхода (к примеру, Т. Д. Лысенко и их последователи в советской педагогике) отрицали сам факт наличия природных способностей к обучению. Характерной особенностью этого подхода является обучение всех по единой программе, в одном темпе и т. п.
Для успешной работы такого подхода, однако, совершенно необходим постоянный контроль успехов учащихся и отсев неуспевающих, что может быть вполне уместно, к примеру, на сравнительно кратковременных курсах профессионального отбора или повышения квалификации. Но при нарушении этого требования (что, конечно, прикрывается «самыми добрыми намерениями») за счёт явного и скрытого противодействия не желающих и/или неспособных учиться (уточним, что именно по данной программе и предложенным способом) успешность обучения такой группы начинает падать и при определённых обстоятельствах отрицательные плоды такого обучения далеко превосходят его положительные составляющие. Хрестоматийные примеры подобных накладок были приведены ещё Я. А. Коменским в его «Великой дидактике» (откуда о человеке, пытающимся заниматься делом, к которому Природа его явно не предназначала, пошло столь же известное выражение «Осёл с лирой»). Упомянутые явления на примерах из жизни советской школы подробно рассмотрены, к примеру, в произведениях проф., д.п.н. В. В. Кумарина. Так, в частности, прослеживается цепочка, когда систематические огорчения от учебных неудач приводят многих школьников сначала к огорчениям, потом к депрессиям и психосоматическим заболеваниям. Принудиловка и выводиловка в постановке оценок — к огромным моральным издержкам в воспитании молодёжи и т. д.
Любопытный факт из вышеупомянутой книги: в Российской Империи (вторая половина XIX века) доля учащихся, оканчивающих полный курс гимназии, едва превышала 10 % от числа поступивших в 1-й класс — и это притом, что школа не была обязательной для всех! Исследования норвежских и американских педагогов тех лет показали, что (при отсутствии выводиловки и отчислении неуспевающих) этот показатель был обычным и для североамериканской, и для европейской школы, то есть российские дети были не лучше и не хуже в этом отношении своих заграничных сверстников. Другими словами, при жёсткой (одинаковой для всех) программе в общеобразовательной школе при десятилетней длительности обучения доля неподходящих для такой школы более-менее здоровых детей оказывается около 90 %. А при распространённости различных заболеваний, ухудшении экологической обстановки этот процент, разумеется, только увеличивается.
Поэтому в обязательной общеобразовательной школе, по мнению ряда специалистов с её огромным разнообразием целей и природных способностей учащихся, и, в то же время, отсутствием планового отсева, больше подходит принцип природосообразности.

#### Известные представители
- Гербарт, Иоганн Фридрих (1776—1841).
- Выготский, Лев Семёнович (1896—1934) и его многочисленные последователи в советской педагогике.

#### Отражение в художественной литературе
- Булгаков М. А. Собачье сердце. М., 1987 г. — художественная зарисовка (в несколько гротескном стиле) попыток применения культуросообразного подхода в советской школе. Со времени создания (1925) по 1987 г. распространялась в СССР только в Самиздате.

### Природосообразный подход
Ещё в античности многими людьми было замечено, что способности человека (в том числе к обучению, к примеру, воинским искусствам) в значительной степени зависят не только от его воли, терпения, настойчивости и благоприятных внешних обстоятельств (учителя, питания и т. д.), а неким образом заданы изначально. В соответствии с уровнем миропонимания того времени этой внешней силе греками было дано название «фатум», индийцами «карма», русскими «судьба» (предопределённость) и т. д. Деятелями религий данное явление по сию пору объясняется как особое божественное предназначение каждого человека (например, миссия, «крестный путь» в христианстве).
Научное объяснение данному явлению было дано сравнительно недавно в связи с успехами генетики, особенно после первой расшифровки генома человека и дальнейших исследований, численно показавших существенное разнообразие генома разных людей, связь различных генов с наличием и величиной различных проявлений человека.
Но исходя из подобных наблюдений ещё Марк Квинтилиан советовал при подборе командиров отрядов выбирать более способных юношей, а Я. А. Коменский около 500 лет назад — обучать школяров в соответствии с их природными способностями, а не только с желанием учителей или родителей.
Таким образом, при природосообразном подходе в школе должны ставиться и решаться следующие задачи:
1. Определение состава и величины природных способностей каждого учащегося (в том числе и путём пробного освоения небольшого объёма тех или иных знаний).
2. Взращивание, питание (воспитание), просвещение выявленных способностей в соответствие с общественными возможностями и потребностями, а также личными устремлениями и особенностями данного учащегося.
В настоящее время общеобразовательные (народные) школы в большинстве развитых стран от США и стран Западной Европы до Японии построены на основе природосообразного подхода.

#### Известные представители
- Квинтилиан Марк
- Коменский, Ян Амос
- Локк, Джон
- Песталоцци, Иоганн Генрих
- Дистервег, Адольф
- Ушинский, Константин Дмитриевич

### Различия в понятийном аппарате при разных подходах
Многие вопросы воспитания и обучения решаются существенно по-разному (в том числе прямо противоположно), в зависимости от приверженности ответчика к тому или иному подходу к обучению.
Такая приверженность проявляется и в используемой системе понятий. Так, сторонники культуросообразности называют обучение «образованием», а природосообразности — «просвещением» (просвещают имеющееся, а новообразовывать можно и на пустом месте), а соответствующих работников народного просвещения — «просвещенцами». Для культуросообразного подхода характерны понятия «новообразование способностей» (в силу большого сходства с раковыми заболеваниями нередко переиначивается как «формирование способностей»), пренебрежение прилагательным «природные» по отношению к «способностям», замена самого слова «способности» на «задатки». Отсюда же проистекает распространённость убеждения многих чиновников от образования о том, что слово элита (отборная часть) может относиться только к деятелям умственного труда («мастера — золотые руки» остались только в дореволюционных сказках), в связи с чем, к примеру, вся российская общеобразовательная школа уже много лет (как водится без учёта действительных возможностей и потребностей общества) «затачивается» под подготовку к высшей школе.

### Иерархичность обучения как вид природосообразного подхода
В современной системе знаний закрепилось понятие «базовое образование», означающее образование предыдущей ступени при получении (намерении получить) образования последующей ступени.
Иерархия (в области научной, инженерной и т. п. карьеры) упрощённо выглядит следующим образом:
1. начальное образование;
2. среднее (общее) образование;
3. среднее ( полное ) образование;
4. среднее ( профессиональное ) образование;
5. бакалавриат высшего образования;
6. магистратура;
7. аспирантура (интернатура, ординатура, адъюнктура) (при соискании учёной степени кандидата наук),
8. докторантура (при соискании учёной степени доктора наук).
9. дальнейшее профессиональное совершенствование

При этом в разных странах имеются определённые (и существенные) различия в числе уровней данной иерархии. Так, во Франции после 9 лет обучения (неполное среднее) по итогам экзаменов к обучению в 10-12 классах средней школы (фактически, подготовка к ВУЗу) допускается лишь порядка 30 % выпускников 9-го класса. В Японии свой подход: за счёт бюджета обучаются только учащиеся первых 9 классов, а в старших классах за обучение уже взимается плата, что также способствует определённому отсеву. В постсоветских странах такого резкого различия неполной и полной средней школы нет.
В странах Европы достаточно давно уже принята система бакалавриата, кроме того по итогам накопительного рейтинга после первых двух лет обучения в вузе нередко отчисляется заметная доля менее успевающих учащихся (в том числе не имеющих неудовлетворительных оценок). В постсоветских странах подобные подходы приживаются с большим трудом. В том числе в связи с установкой финансирующих высшую школу учреждений на то, что из любого поступившего в вуз следует «изготовить» полноценного специалиста (то есть концептуальные подходы высшей школы определяют бухгалтеры), а процент неудач должен быть как можно ниже (что не может не сказываться на качестве подготовки).
Важна преемственность и системность в сфере образования: среднее специальное образование должно соответствовать профилю высшего образования, высшее образование должно соответствовать профилю постуниверситетского образования в аспирантуре (кандидат наук, или доктор философии), первая учёная степень (кандидат наук или доктор философии) должна соответствовать последующей учёной степени (доктор наук). В противном случае необходимо дополнительное профильное образование по отношению к базовому — для продолжения образовательного процесса.

## Система образовательных учреждений

### Начальное образование

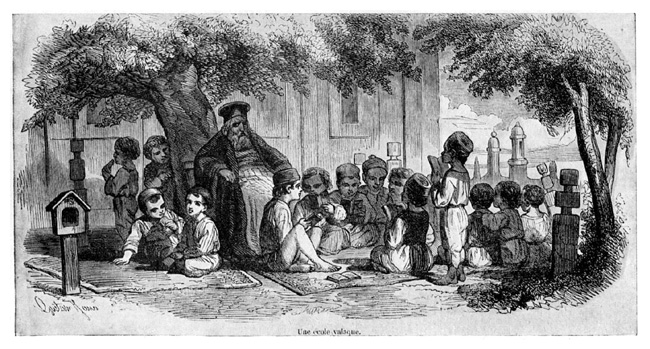
Класс начальной школы на открытом воздухе. Учитель (священник) со своим классом в предместьях Бухареста, около 1842 года

Начальное образование считается практически приемлемым первые несколько лет обучения. В разных странах оно начинается в возрасте от пяти до семи лет и занимает до семи лет. В настоящее время не менее 70 % детей в мире получают начальное образование. Возраст окончания начального образования в разных странах различен, но в среднем это 11—12 лет. В большинстве стран учреждения начального и среднего образования разделены.

### Среднее образование
В развитых странах среднее образование, начиная с XX века, является обязательным и всеобщим. Возраст окончания среднего образования обычно приближен к наступлению совершеннолетия, после чего образование либо завершается, либо продолжается в высшей школе, учреждениях профессионального образования и других образовательных учреждениях, обучение в которых не является обязательным для всех. Обычно среднее образование получают в подростковом возрасте, и его основной целью является подготовка к продолжению образования.

### Высшее образование

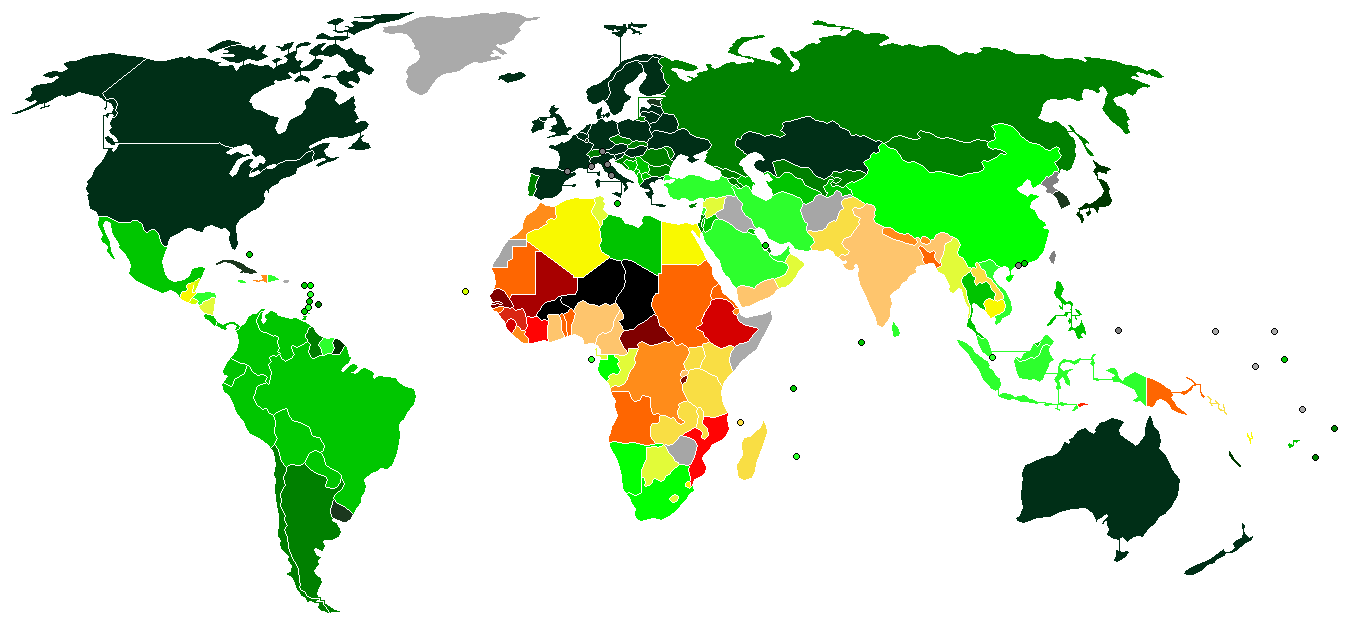
Уровень образования населения в разных странах мира

В отличие от начального и среднего, высшее образование даже в развитых странах не является всеобщим. В наиболее развитых странах через систему высшего образования проходит до половины населения. Она сама по себе является значимой отраслью экономики, как источник научных знаний и образованных работников для прочих отраслей.
Традиционно высшее образование (за исключением германской модели немедицинского высшего образования, заимствованной также ещё и царской Россией и унаследованной СССР) разделяется на два этапа: бакалавриат и магистратура/ординатура/интернатура, но в России до присоединения к Болонскому процессу такое разделение относилось только к медицинскому образованию, а вместо бакалавров и магистров советские вузы готовили дипломированных специалистов. В настоящее время в России выпускаются и специалисты, как в ФРГ: и бакалавры, и магистры. Специалисты, в отличие от дипломированных специалистов, и магистры считаются выпускниками второй ступени высшего образования, они получают высшее профессиональное образование (магистры — углублённое высшее профессиональное образование), а бакалавры получают высшее профессиональное образование (более специализированное), они, как и дипломированные специалисты, поступавшие в вузы до 2011 года (сейчас приёма на программы подготовки дипломированных специалистов нет, остались только программы подготовки специалистов), считаются выпускниками первой ступени высшего образования. Основными учреждениями высшего образования являются университеты, академии, военные училища, а за рубежом — и колледжи. Выпускники вузов обычно получают диплом, а аспирантам и адъюнктам по итогам защиты кандидатской диссертации может быть присуждена учёная степень. На последнем этапе обучения специалисты, магистранты, аспиранты, адъюнкты обязаны не только получать образование в обычном смысле этого слова, но и принимать непосредственное участие в научных исследованиях, а получение диплома или учёной степени зависит от результатов научной работы. Немаловажным фактором хорошего обучения в ВУЗе является мотивация.

## Уровни общего (универсального, политехнического) образования
Или интегрально междисциплинарное всезнание базового уровня:
- Дошкольное образование
- Общее образование
  - Начальное общее образование
  - Основное общее образование
  - Среднее (полное) общее образование

### Дошкольное образование
Дошкольное образование — обеспечение интеллектуального, личностного и физического развития ребёнка возраста от 2 до 8 лет. В зависимости от законодательства, традиций и культур подход к дошкольному образованию различен — перед ним могут ставится различные основные и частные задачи, оно может быть обязательным или нет, реализуется через различные традиционные институты.

#### Дошкольное образование в России
Дошкольное образование в России — воспитание, обучение и развитие, а также присмотр, уход и оздоровление детей дошкольного возраста от 2 месяцев до 7 лет. Дошкольное образование осуществляется, как правило, в учреждениях дошкольного образования, учреждениях общего образования (предшкола), учреждениях дополнительного образования детей (центры и объединения раннего развития ребёнка), но может осуществляться и дома в семье. С учётом того обстоятельства, что в России сейчас более трети молодых семей, имеющих ребёнка, не обеспечены детскими дошкольными учреждениями, подготовка родителей к азам семейного дошкольного воспитания становится одной из важнейших задач молодёжной семейной политики.

### Общее образование
О́бщее образование — первый уровень образования — не профессиональное и не специальное образование. В настоящее время, к общему образованию в широком смысле принято относить следующие составляющие: дошкольное, начальное общее, основное общее, среднее (полное) общее и дополнительное образование детей. Иногда, дошкольное и/или начальное общее образование не включаются в понятие общее образование и рассматриваются отдельно. В России и некоторых других странах, три уровня — начальное общее, основное общее и среднее (полное) общее, иногда называют средним образованием, так как они включены в школьное образование и преподаются в средних школах.

#### Начальное общее образование
Начальное общее образование — это первая ступень общего образования у детей в России, и многих других странах. Получая начальное образование, дети приобретают первые знания об окружающем мире, навыки в общении и решении прикладных задач. На этом этапе формируется и начинает развиваться личность ребёнка.

#### Основное общее образование
Основное общее образование — вторая ступень общего образования в России и в большинстве других стран, целями которого является создание условий для становления и формирования личности обучающегося, развитие его склонностей и интересов. Основное общее образование является необходимым этапом для получения среднего (полного) общего образования и начального профессионального образования. В развитых странах основное общее образование является обязательным для всех, в большинстве развитых стран оно обязано быть общедоступным, то есть бесплатным. И то, и другое прямо декларируется в конституциях. В большинстве развитых стран основное общее образование подразумевает 9-летнее обучение в средней школе. В конце последнего 9-го года школьники сдают тесты (в России — ОГЭ), результаты которых определяют возможность каждого ученика получить либо полное среднее образование, либо среднее профессиональное образование.

#### Среднее (полное) общее образование
Среднее (полное) общее образование — третья, завершающая ступень общего образования в России и некоторых других странах, целями которого являются развитие творческих способностей обучающегося и формирования навыков самостоятельного обучения. В соответствии с Законом Российской Федерации «Об образовании» среднее (полное) общее образование является обязательным и общедоступным. Среднее полное общее образование является необходимым этапом для получения высшего образования. Основное назначение старших классов — подготовка к поступлению в ВУЗ. В старшие классы ученики проходят после отсевочных экзаменов, которыми заканчивается основное общее образование. В России среднее полное общее образование подразумевает начальное, основное общее образование и 2 года обучения в старших классах (10 и 11-том). В большинстве развитых стран это не 2, а 3 года (в некоторых странах, например, в Германии, 4). По этой причине российские аттестаты признаются на Западе лишь частично, а российские абитуриенты лишаются возможности прямого зачисления в большинство зарубежных ВУЗов. Среднее полное общее образование заканчивается сдачей государственных экзаменов (ЕГЭ), результаты которых определяют возможность поступления в ВУЗ.

## Уровни специализированного образования
- Дополнительное образование детей
- Профессиональное образование
  - Начальное профессиональное образование
  - Среднее профессиональное образование
  - Высшее профессиональное образование
    - Бакалавриат
    - Подготовка специалистов
    - Магистратура
- Сверхвысшее профессиональное образование
  - Аспирантура
  - Докторантура
  - Повышение квалификации
  - Второе высшее образование
  - Переподготовка
- Профессиональная подготовка

### Дополнительное образование детей
Дополнительное образование детей — составная (вариативная) часть общего образования, сущностно мотивированное образование, позволяющее обучающемуся приобрести устойчивую потребность в познании и творчестве, максимально реализовать себя, самоопределиться профессионально и личностно. Многими исследователями дополнительное образование детей понимается как целенаправленный процесс воспитания и обучения посредством реализации дополнительных образовательных программ. Сам термин «дополнительное образование детей» появился в 1992 году в связи с принятием Закона РФ «Об образовании».

### Профессиональное образование
Профессиональное образование (также профессионально-техническое образование) — система подготовки квалифицированных рабочих кадров в профессионально-технических училищах, а также путём обучения на производстве.

#### Начальное профессиональное образование
Начальное профессиональное образование (НПО) — начальный уровень профессионального образования. В основном, представлен ГОУ НПО (Государственное образовательное учреждение начального профессионального образования) и НОУ НПО (Негосударственное образовательное учреждение начального профессионального образования). В советское время состоял из ПТУ (полное название — среднее городское профессионально-техническое училище, СГПТУ). В настоящее время значительная часть российских ПТУ переименована в ПТЛ (профессионально-технические лицеи). Некоторые ПТУ переименованы в колледжи. Приём осуществляется на базе 9 и 11 классов.

#### Среднее профессиональное образование
Среднее профессиональное образование (СПО) — средний уровень профессионального образования. Учреждения НПО (Начального профессионального образования) и СПО объединяют и реализуют двухступенчатую подготовку по программам начального и среднего профессионального образования.
В соответствии с типовым Положением об образовательном учреждении среднего профессионального образования образовательное учреждение также называется термином ССУЗ (среднее специальное учебное заведение).

#### Высшее профессиональное образование
Высшее профессиональное образование или высшее образование — верхний уровень профессионального образования, следующий после среднего общего или профессионального образования в трёхуровневой системе, и включает в себя совокупность систематизированных знаний и практических навыков, которые позволяют решать теоретические и практические задачи по профессиональному профилю. В отличие от общего, в развитых странах высшее образование не является всеобщим и тем более бесплатным.

### Сверхвысшее профессиональное образование
Сверхвысшее профессиональное образование — система повышения квалификации лиц, имеющих высшее образование. Хотя по названию эта система — часть образования, по содержанию она представляет собой во многом или исключительно научно-исследовательскую работу, по результатам которой присуждается ученая степень. В Западной Европе и Северной Америке, а также в некоторых странах СНГ термины послевузовское образование или последипломное образование (англ. graduate education, postgraduate education), относятся к академическим степеням магистра и доктора философии. В настоящее время делаются попытки унифицировать систему послевузовского образования в рамках Болонского процесса.

#### Аспирантура
Аспирантура — форма повышения квалификации лиц с целью подготовки их к соисканию учёной степени кандидат наук; специализированное подразделение ВУЗа или научно-исследовательского учреждения по подготовке преподавательских и научных кадров высокой квалификации — кандидатов наук.

#### Докторантура
Докторантура — формы повышения квалификации лиц с целью подготовки их к соисканию учёных степеней доктора наук; специализированное подразделение ВУЗа или научно-исследовательского учреждения по подготовке преподавательских и научных кадров высокой квалификации — докторов наук.

## Отрасли образования
- Архитектурное образование — подготавливает квалифицированных специалистов, которые на профессиональной основе осуществляют архитектурное проектирование, включая проектирование зданий, в том числе разработку объёмно-планировочных и интерьерных решений.
- Психологическое образование — процесс обучения специалистов, которые занимаются изучением проявлений, способов и форм организации психических явлений личности в различных областях человеческой деятельности для решения научно-исследовательских и прикладных задач, а также с целью оказания психологической помощи, поддержки и сопровождения нуждающихся.
- Горное образование — целью обучения является, повышение эффективности деятельности организаций недропользователей на основе изучения научных достижений, прогрессивных технологий в области горного дела и геологии, методов управления, изменений в законодательной и нормативно-правовой базе, а также передового опыта организации геологических, маркшейдерско-геодезических и иных видов горных работ.
- Естественнонаучное образование — включает в себя очень широкие направления и области естественно-научного знания физики, химии, биологии, описывающих структурные, функциональные, количественные и последовательные причинно-следственные связи материальных объектов и систем материальных объектов в поле времени-пространства среды их нахождения.
- Химико технологическое образование — система овладения в учебных заведениях знаниями по химии и химической технологии, способами применения их к решению инженерно-технологических и исследовательских задач.
- Радиотехническое образование — имеет целью подготовку инженеров и техников по радиотехнике, электронике и электрической связи для промышленности, транспорта и связи, научных учреждений, организаций и учреждений культуры.
- Транспортное образование — система подготовки инженеров, техников и квалифицированных рабочих в области проектирования, конструирования, строительства и эксплуатации различных видов транспорта (железнодорожного, автомобильного, морского, речного, воздушного, трубопроводного, промышленного и городского).
- Строительное образование — отрасль технического образования, система подготовки инженеров, техников и квалифицированных рабочих различного профиля по конструированию, исследованию, технологии производства, испытанию и эксплуатации машин, приборов, аппаратов, оборудования и др.
- Математическое образование — система подготовки специалистов высшей квалификации для научно-исследовательской и преподавательской работы в области математики и смежных с ней отраслей науки, техники, экономики, промышленности и сельского хозяйства.
- Энергетическое образование — система подготовки специалистов по энергетике — тепло-, гидро-, электроэнергетике и энергомашиностроению для различных отраслей народного хозяйства, а также по электротехнике и другим видам техники, занимающимся производством, преобразованием, передачей, распределением и потреблением энергии в различных её формах.
- Сельскохозяйственное образование — система подготовки специалистов высшей и средней квалификации и квалифицированных рабочих, а также научных и педагогических кадров для сельского хозяйства.
- Медицинское образование — система подготовки и усовершенствования врачей и провизоров, среднего медицинского персонала и научно-педагогических медицинских кадров.
- Музыкальное образование — система подготовки профессионалов в области музыкального искусства — композиторов, музыковедов, исполнителей (певцов и инструменталистов, дирижёров хора и оркестра) и педагогов.
- Художественное образование — система подготовки профессионалов в области изобразительного искусства — живописцев, графиков, скульпторов и реставраторов.
- Историческое образование — система подготовки педагогических и научных кадров в области истории — историков, документоведов, этнографов и краеведов
- Педагогическое образование — система подготовки педагогических кадров (учителей, воспитателей и т. п.) для общеобразовательной школы и др. учебно-воспитательных учреждений в педагогических институтах, училищах и университетах; в широком смысле — подготовка педагогических и научно-педагогических кадров для учебных заведений всех типов, включая профессионально-технические, средние специальные и высшие.
- Военное образование — подготовка кадров для различных видов вооружённых сил, родов войск и специальных войск.
- Юридическое образование — совокупность знаний о государстве, управлении, праве, наличие которых даёт основание для профессионального занятия юридической деятельностью, а также, система подготовки специалистов-юристов в юридических учебных заведениях.
- Экономическое образование — подготовка специалистов по планированию, учёту, финансам и другим направлениям экономической работы в народном хозяйстве, в области научной и педагогической деятельности.
- Духовное образование — готовят служителей религиозных культов и дают теологическое образование.
- Бизнес-образование — получение необходимых теоретических знаний и практических навыков, необходимых для работы в сфере бизнеса.
- Журналистское образование — система подготовки литературных сотрудников газет, журналов, радиовещания и телевидения, а также редакторов массовой литературы.

## Научные направления в сфере образования
- Акмеология — наука, возникшая на стыке естественных, общественных и гуманитарных дисциплин и изучающая закономерности и феномены развития человека до ступени его зрелости и, особенно, при достижении им наиболее высокого уровня в этом развитии.
- Андрагогика — научная дисциплина, предметом которой является теория и технология обучения взрослых.
- Дефектология — раздел педагогической науки, изучающий вопросы воспитания, обучения, адаптации и социальной реабилитации детей с ограниченными возможностями развития.
- Дидактика — раздел педагогики; теория образования и обучения. Раскрывает закономерности усвоения знаний, умений и навыков и формирования убеждений, определяет объём и структуру содержания образования.
- История педагогики — это отрасль педагогики, раскрывающая историю развития теории и практики обучения и воспитания в разные исторические эпохи, разных стран и народов.
- Коррекционная педагогика — область педагогического знания, предметом которой является разработка и реализация в образовательной практике системы условий, предусматривающих своевременную диагностику, профилактику и коррекцию педагогическими средствами нарушений социально-психологической адаптации индивидов, трудностей их в обучении и освоении соответствующих возрастным этапам развития социальных ролей.
- Методология педагогики — обеспечивает наиболее правильные и точные представления об общих законах развития объективного мира, а также месте и роли в нём тех педагогических феноменов, которые она изучает.
- Методика обучения — некий готовый «рецепт», алгоритм, процедура для проведения каких-либо нацеленных действий.
- Неформальное образование — любой вид организованной и систематической деятельности, которая не может не совпадать с деятельностью школ, колледжей, университетов и других учреждений, входящих в формальные системы образования.
- Педагогика — наука о воспитании и обучении человека.
- Педагогическая инноватика — раздел педагогики, в котором изучается природа, закономерности возникновения и развития педагогических инноваций в отношении субъектов образования, а также обеспечивающая связь педагогических традиций с проектированием будущего образования.
- Педагогическая психология — раздел психологии, изучающий методы обучения и воспитания, повышающие эффективность выполнения образовательных задач, эффективность педагогических мер, улучшающие психологические аспекты преподавания и т. д.
- Педология — направление в науке, ставившее своей целью объединить подходы различных наук к развитию ребёнка.
- Психология — гуманитарная наука, изучающая недоступные для внешнего наблюдения структуры и процессы, с целью объяснить поведение человека и животных, а также особенности поведения отдельных людей, групп и коллективов.
- Социальная педагогика — отрасль педагогики, исследующая воздействие социальной среды на воспитание и формирование личности; разрабатывающая систему мероприятий по оптимизации воспитания личности с учётом конкретных условий социальной среды.
- Социология образования — отрасль социологии, изучающая образование как социальный институт, его функции в обществе и взаимосвязь с другими общественными институтами.
- Специальная психология — область психологии развития, изучающая особые состояния, возникающие преимущественно в детском и подростковом возрасте под влиянием различных групп факторов, проявляющихся в замедлении или выраженном своеобразии психосоциального развития ребёнка, затрудняющих его социально-психологическую адаптацию, включение в образовательное пространство и дальнейшее профессиональное самоопределение.
- Сравнительная педагогика — это наука о сопоставлении особенностей общих и отдельных тенденций, законов и закономерностей развития образования в мировом, региональном, национальном и федеративном масштабах.
- Сурдопедагогика — раздел сурдологии, изучающий проблемы, возникающие при обучении, получении образования глухими и слабослышащими пациентами.
- Управление образованием — регулирование общественных отношений в области воспитания, обучения, профессиональной и научной подготовки.
- Философия образования — область философского знания, имеющего своим предметом образование.

## Практика образования
- Организация учебного процесса — способ упорядочивания взаимодействия участников обучения, способ его существования.
- Педагогические технологии — совокупность, специальный набор форм, методов, способов, приёмов обучения и воспитательных средств, системно используемых в образовательном процессе, на основе декларируемых психолого-педагогических установок.
- Персонализированное образование — один из способов проектирования и реализации образовательного процесса, в котором учащийся выступает субъектом учебной деятельности.
- Семейное образование — форма получения образования в Российской Федерации, предусматривающая изучение общеобразовательной программы вне школы с ежегодной аттестацией.
- Частное (негосударственное) обучение — форма, модель организации учебного процесса, при которой: учитель взаимодействует лишь с одним учеником; один учащийся взаимодействует лишь со средствами обучения.
- Электронное обучение — система электронного обучения, обучение при помощи информационных, электронных технологий.
- Дистанционное обучение — взаимодействие учителя и учащихся между собой на расстоянии, отражающее все присущие учебному процессу компоненты и реализуемое специфичными средствами Интернет-технологий или другими средствами, предусматривающими интерактивность.
- Стандарт образования (образовательный стандарт) —
- Экстерн универсального (политехнического) образования
- Экстерн специализированного образования
- Самообразование универсальное (политехническое)
- Самообразование специализированное
- Самообразование творческое специализированное исследовательское и изобретательское в процессе инструментальных специальных экспериментальных исследований и наблюдений
- Самообразование творческое универсальное исследовательское и изобретательское (политехническое) в процессе проведения интегральных междисциплинарных теоретических научных исследований и изобретательства

## История образования

### Древний мир

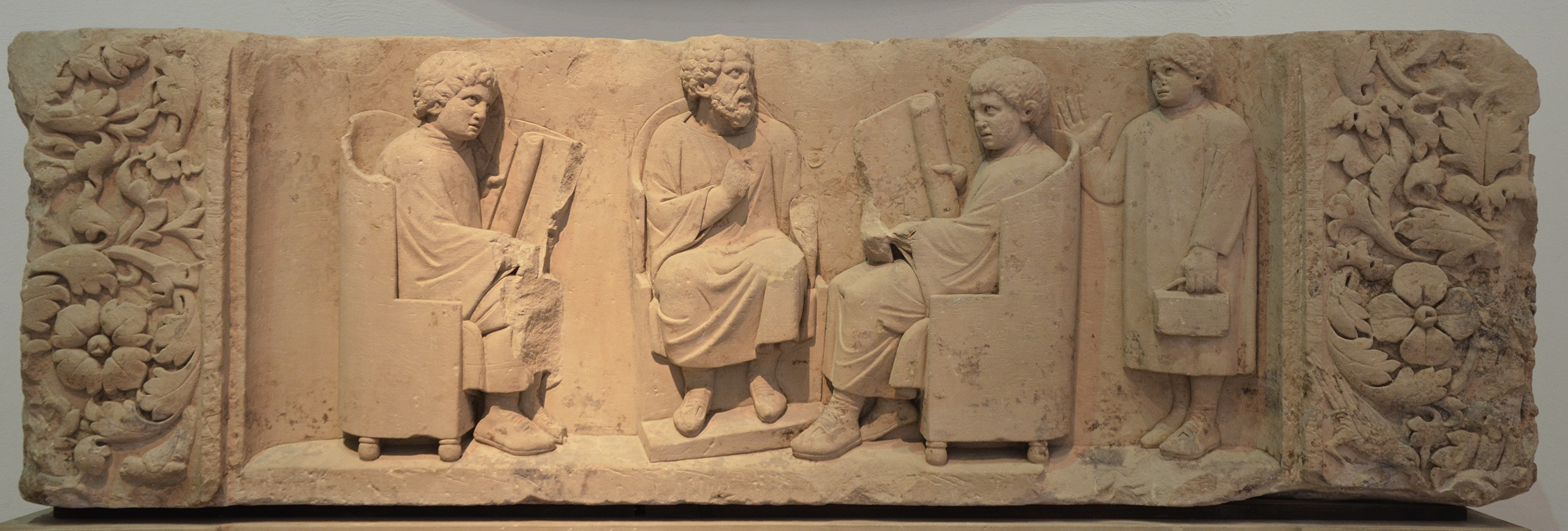
Фрагмент надгробия из Ноймагена с изображением учителя и трёх дисципулов. Примерно 180—185 годы н. э. Рейнский государственный музей Трира

В государствах Древнего Востока существовали жреческие, военные и дворцовые школы. Жреческие школы при храмах готовили жрецов, дворцовые школы готовили писцов и чиновников, военные школы готовили командный состав войск.
В Древней Греции было две системы воспитания: спартанская и афинская. В Спарте обучались письму, чтению и счету, а также проходили суровую военно-физическую подготовку как мальчики, так и девочки. В Афинах в частных платных школах грамоте, письму, счету обучали только мальчиков. Некоторые из них потом продолжали обучение в гимназиях, где изучали философию, политику, литературу.
В Древнем Риме также существовали начальные школы и гимназии. Заключительным этапом образования были риторические школы (прототип высших учебных заведений).

### Средние века

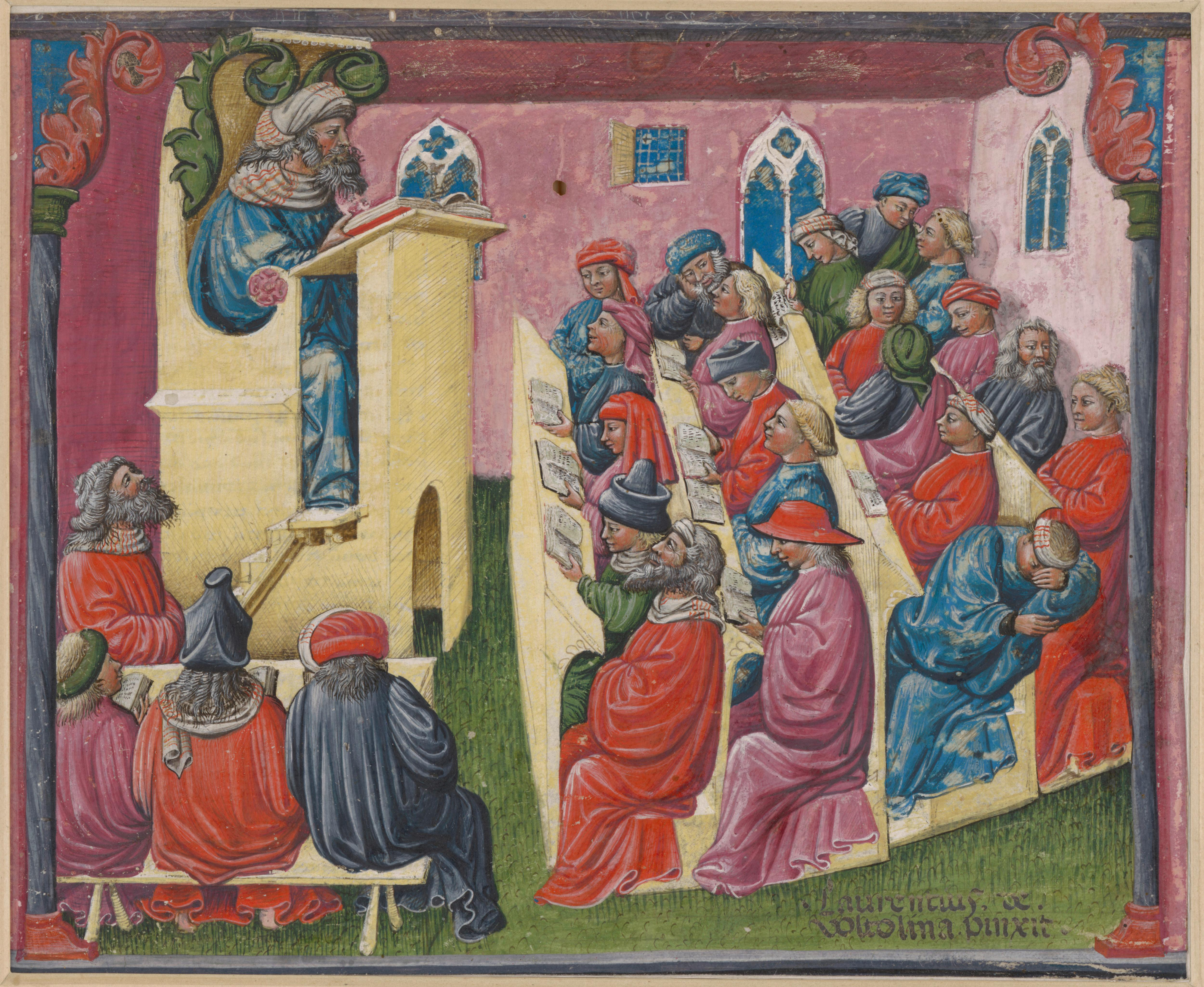
Генрих Германский обучает студентов Болонского университета. Миниатюра работы Лоренцо де Вольтолина, Болонская школа, вторая половина XIV века. Пергамент, пигменты, 18 × 22 см. Гравюрный кабинет (Берлин)

В Западной Европе в Средние века существовали школы при церковных приходах, кафедрах епископов и монастырях. Затем появились платные школы, создаваемые ремесленными цехами и купеческими гильдиями. Появились также высшие школы — университеты, которых к XVI веку в Европе было уже более 60. В школах изучали латинский язык, на котором уже не говорили, но писали книги, читали молитвы, записывали законы. На латинском языке происходило обучение в университетах, поэтому люди из разных стран могли учиться в любом университете. В средневековых университетах было всего четыре факультета: свободных искусств (впоследствии стал философским), богословия, права и медицины.

### Новое время

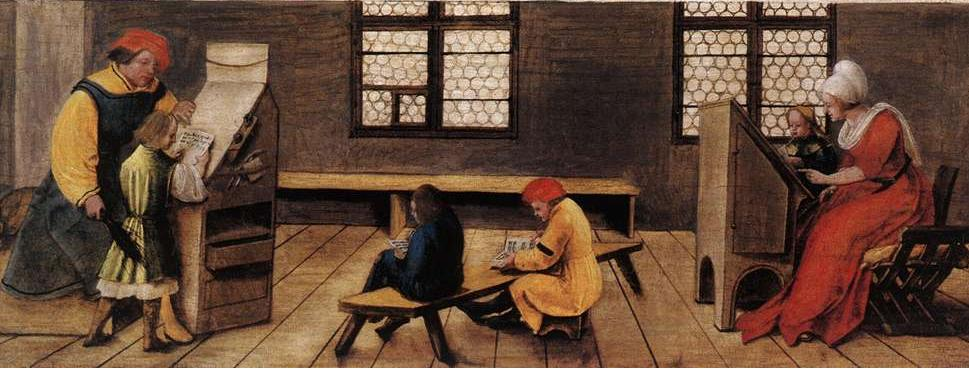
Школа, картина Амброзиуса Голбейна, 1516 год

Реформация способствовала развитию образования, так как протестанты требовали, чтобы Библию мог читать каждый. Поэтому не случайно более высокий уровень грамотности был именно в протестантских государствах.
Друг и соратник Мартина Лютера Филипп Меланхтон (1497—1560), немецкий педагог Иоганнес Штурм (1507—1589) и чешский педагог Ян Амос Коменский (1592—1670) ввели в практику классно-урочную систему обучения. До этого занятия в школах начинались не раз в год, а тогда, когда ученик приходил в школу, что вынуждало учителя с каждым учеником заниматься индивидуально, не было возможности давать всем одно и то же задание. Коменский также призывал начинать обучение не на латинском языке, а на родном языке ученика.
В конце XVII века во Франции Жан-Батист де Ла Саль создал конгрегацию «Братья христианских школ». Обучение в таких школах происходило на родном языке, почти отсутствовали наказания, учить в них своих детей стремились многие родители.
В XVII—XVIII веках в ряде государств Западной Европы появились первые законы об обязательном начальном образовании.
Основным типом средней школы Европы XVI—XIX веков была классическая гимназия, где изучали латинский язык, а также ряд других предметов. В Германии в XVII веке также появились рыцарские академии, где готовили армейских офицеров и чиновников. Там главным предметом был французский язык — язык придворных кругов и международного общения того времени, изучались также история, география, основы права, математика, а также верховая езда, фехтование, танцы. В 1747 году в Берлине была открыта «Экономическо-математическая реальная школа», в которой основными предметами обучения стали естествознание, математика, оптика, фортификация, архитектура, механика. Затем подобные реальные училища стали открываться в разных городах и государствах Германии и других стран.

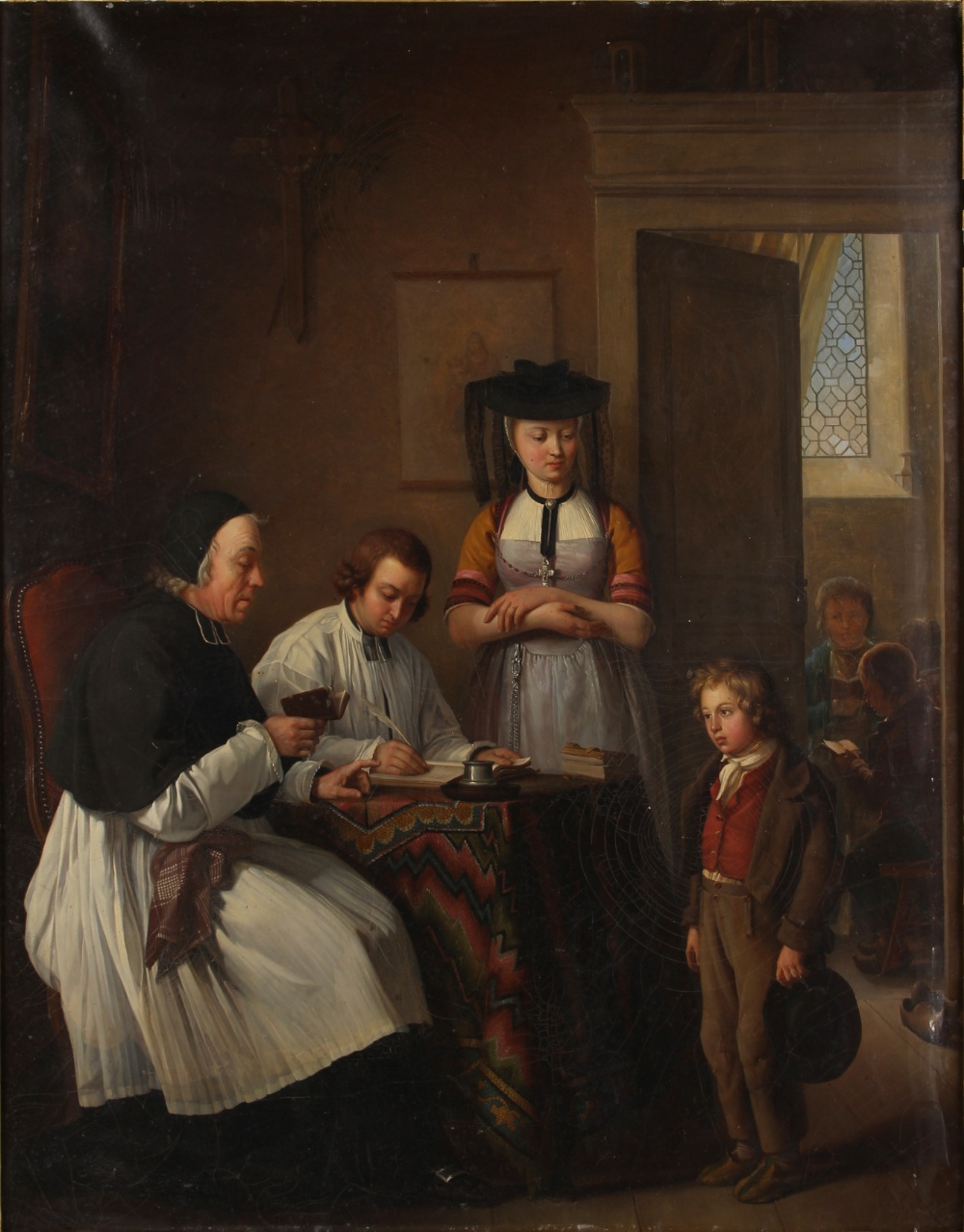
«Устный экзамен», картина Марии Антуанетты Петит-Жан, 1825 год

В университетах в XVIII веке стали изучать естественные науки, начался переход с латыни на национальные языки.
В конце XVIII — начале XIX века происходила промышленная революция, однако в первой половине XIX века средние учебные заведения и университеты обеспечивали подготовку почти исключительно к свободным профессиям (адвокаты, врачи), государственной службе, церковной деятельности, преподаванию в школах и университетах. Тем не менее, на протяжении XIX века число получавших среднее и высшее образование неуклонно возрастало, причем прирост обеспечивался по большей части за счет «современных» учебных заведений и программ, менее престижных, чем классические средние школы и традиционные университеты. Между массовой начальной школой и средним образованием не было преемственности, доступ в среднюю школу был затруднен для представителей социальных низов из-за высокой платы за обучение. К концу XIX века повсеместно расширялось участие государства в развитии школьного образования.

## Роль Википедии в образовании
Британский еженедельник The Economist указывает на позитивную роль Википедии как источника объективных знаний в условиях государственного контроля над образованием и политической индоктринации учащихся:

Википедия, может быть, и не решает проблему пробелов в образовании полностью, но вносит свой вклад [в этот процесс]
Оригинальный текст (англ.)A trip to Wikipedia by way of a smartphone will not necessarily let children work their way out of such dichotomies. But it will help.
— "Textbooks round the world", The Economist, Oct 13th 2012